# Friedrich Henkel
Friedrich Henkel ( 1870 - 1930 ) fue un botánico alemán, destacadísimo experto en la familia Nymphaeaceae

## Algunas publicaciones
- Henkel, F. 1907. Buch der Nymphaeaceen oder Seerosengewachse
- ----; L. Dittmann. 1907. Das Buch Der Nymphae

- La abreviatura «F.Henkel» se emplea para indicar a Friedrich Henkel como autoridad en la descripción y clasificación científica de los vegetales.[1]